# Amblyseius ipomoeae
Amblyseius ipomoeae är en spindeldjursart som beskrevs av Ghai och Menon 1967. Amblyseius ipomoeae ingår i släktet Amblyseius och familjen Phytoseiidae. Inga underarter finns listade i Catalogue of Life.